# Amphiodia cyclaspis
Amphiodia cyclaspis är en ormstjärneart som beskrevs av Alexander Michailovitsch Djakonov 1935. Amphiodia cyclaspis ingår i släktet Amphiodia och familjen trådormstjärnor. Inga underarter finns listade i Catalogue of Life.